# Атака Мальти
Атака Мальти (італ. Attacco a Malta або Operazione Malta Due) — спеціальна операція з нападу італійських військово-морських сил на кораблі та судна союзників на Мальті в ході битви на Середземному морі під час Другої світової війни.

## Хід операції

### Передумови
Після успішної атаки бухти Суда командування 10-ї флотилії МАС почало готувати аналогічний напад на бухту Валетти на Мальті. Проте цю задачу ускладнювала відсутність інформації про систему оборони порту. На острові не було італійських секретних агентів, а аерофотозйомка не могла надати багато інформації. Тому навесні 1941 року декілька катерів 10-ї флотилії провели низку розвідувальних походів.
Хоча, через небажання завчасно сполохати ворога, ці походи не принесли достатньо інформації, командування 10- флотилії наполягало на проведенні операції. Тому коли наприкінці липня на Мальту з Гібралтара прибув конвой, командування ВМС Італії дало згоду на проведення атаки.

### Підготовка
План передбачав участь наступних сил:
- два торпедних катери MAS (MAS-451 та MAS-452)
- дев'ять вибухових катерів типу MT
- дві пілотовані торпеди типу Siluro a Lenta Corsa (SLC)
- два катери забезпечення типу Motoscafo Turismo Lento (MTL) та MTSM.

Під час невдалої операції «Мальта Дуе» катери типу МТ буксирувалися торпедними катерами типу MAS, але з'ясувалося, що малі катери не здатні самостійно здійснити перехід від бази 10-ї флотилії в Аугусті на Сицилії до Мальти. Отже, цього разу їх мали доставити на борту яхти «Діана» до точки приблизно в 20 морських милях від узбережжя Мальти і там висадити у воду для нападу. Дві пілотовані торпеди типу SLC неслися на борту власного головного катера типу MTL, катер типу MTS слугував командним катером та приймальним пунктом для тих, хто повертався після атаки. Торпедні катери типу MAS повинні були захистити невелику флотилію від нападу британців.
Ніхто з командирів 10-ї флотилії не побажав відмовитись від участі в операції. Вітторіо Моккагатта перебував на борту MAS-452. Командир «корабельного підрозділу» Джорджо Джоббе вів один з вибухових катерів. Командир «підводного підрозділу» Тезео Тезеї вів одну з торпед.
Атака була приурочена до темної ночі молодого місяця з 25 на 26 липня. Вхід до Великої гавані Валлетти був закритий на рівні форту Сент-Ельмо сталевим мостом, під яким знаходився важкий сітчастий бар'єр. План полягав у тому, що після того, як малі катери будуть спущені на воду і повільно і тихо наблизяться, одна з двох пілотованих торпед першою покладе свою боєголовку на сітчастий бар'єр і таким чином підірве його. Інша мала атакувати підводні човни Королівських ВМС в гавані Марсамушетто, обидві торпеди після скидання боєголовок мали повернутися до пункту збору. Після підриву сітчастого загородження дев'ять катерів МТ повинні були на швидкості увійти в гавань і атакувати військові кораблі і вантажні судна, що стояли там на якорі. Вибухові катери керувались пілотами, які наводили їх на ціль і розганяли до високої швидкості. Приблизно за 100 метрів до зіткнення пілот зістрибував і рятувався, допливши до берега (або до човна типу МТС, що чекав на нього). Сам човен ніс 300-кілограмовий вибуховий десантний пристрій, який детонував від ударного підривника, що спрацьовував при ударі, або незабаром після цього від глибинного підривника, знищуючи ціль.

### Атака
Коли 3 кораблі підійшли до Мальти, вони не помітили жодних ознак тривоги. «Діана» спустила катери за декілька миль від входу в порт та відійшла в море, де чекала завершення операції. MAS-451 та MAS-452 підійшли ще ближче до берега та передали торпеди катеру-буксирувальнику. Він доставив торпеду, якою керували Тезео Тезеї та Альчіде Педретті, до бону, що прикривав гавань Валетти, а другу торпеду, якою керували Франко Коста та Луїджі Барла — до гавані Марсамушетто, де базувались британські підводні човни. Проте через несправність торпеди вони не виконали завдання і потрапили в полон.
Щоб відволікти увагу ворога та заглушити шум моторних човнів, італійські бомбардувальники мали здійснити 3 нальоти на Мальту. О 1:45 мав відбутись невеликий наліт на Валетту, о 2:30 сильний наліт на ту ж ціль, і о 4:30 наліт на допоміжну ціль — Мікаббу. Насправді перша атака не відбулась, другий наліт був здійснений о 2:45 одним літаком, третій о 4:20 здійснили два літаки, проте вони атакували Валетту. Така неузгодженість була однією з причин провалу операції. Також на світанку 10 винищувачів провели напружений бій з 30 британськими винищувачами.
Через несправність торпеди Тезеї та Педретті дістались до загородження о 4:30, коли вже почало світати. Щоб не допустити зриву операції, Тезеї свідомо встановив нульову затримку підривача, і підірвав загородження разом із собою. Тим часом, оскільки в призначений час вибух ще не пролунав, Джоббе відправив 2 вибухові катери, якими керували Роберто Фрассетто та Арістіде Карабеллі, щоб підірвати загородження. Човен Фрассетто не вразив ціль, але катер Карабеллі вибухнув з такою силою, що зруйнував не лише загородження, але й міст Сент-Ельмо, що з'єднував береги бухти. Цілком можливо, що торпеда Тезеї та катер Карабеллі вибухнули одночасно.
Одразу після вибуху 6 катерів під керівництвом Карло Бозіо негайно рушили у напрямку цілей. Але британці за допомогою радара знали про наявність італійських човнів і завчасно були приведені у бойову готовність. Прожектори освітили фарватер, а берегові батареї відкрили вогонь по човнах і швидко потопили їх.
Джоббе повів MAS-451 та MAS-452 назад, але на перехоплення човнів вилетіли британські винищувачі. Від їхнього вогню човни загорілись та затонули. З екіпажів уціліли лише 2 чоловіка.

### Наслідки
Внаслідок атаки 15 чоловік загинули, 18 потрапили в полон. В бою загинуло все керівництво 10-ї флотилії. Крім того, були збиті 2 літаки Macchi M.C.200, які намагались прикрити торпедні катери.
9 учасників операції були нагороджені Золотою медаллю «За військову доблесть» (8 з них посмертно), 13 — Срібною медаллю «За військову доблесть» (2 — посмертно), 7 — бронзовою медаллю «За військову доблесть» (2 — посмертно), 2 — Воєнним хрестом за військову мужність.
Згодом підводному загону 10-ї флотилії MAS було присвоєне ім'я Тезео Тезеї, а надводному- ім'я Вітторіо Моккагатта.